# Élections générales néo-écossaises de 1999

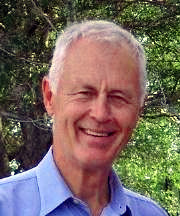
John Hamm lors des élections néo-écossaises de 2003

L'élection générale néo-écossaise de 1999 se déroule le 27 juillet 1999 afin d'élire les députés de l'Assemblée législative de la Nouvelle-Écosse. Il s'agit de la 58e élection générale depuis la création de l'Assemblée législative en 1758. Le Parti progressiste-conservateur de la Nouvelle-Écosse, dirigé par John Hamm, est porté au pouvoir ; il défait le gouvernement libéral de Russell MacLellan et forme un gouvernement majoritaire.

## Résultats
| Parti | Parti                      | Chef              | Sièges | Sièges | Sièges  | Voix    | Voix    | Voix    |
| ----- | -------------------------- | ----------------- | ------ | ------ | ------- | ------- | ------- | ------- |
| Parti | Parti                      | Chef              | 1998   | Élus   | % Diff. | #       | %       | % Diff. |
|       | Progressiste-conservateur  | John Hamm         | 15     | 30     | +100 %  | 169 383 | 39,20 % |         |
|       | Nouveau Parti démocratique |                   | 19     | 11     | -58 %   | 129 474 | 29,97 % |         |
|       | Libéral                    | Russell MacLellan | 19     | 11     | -58 %   | 128 795 | 29,81 % |         |
|       | Nova Scotia Party          |                   | *      | -      | *       | 3 153   | 0,73 %  | *       |
|       | Indépendant                | Indépendant       | -      | -      | -       | 1 278   | 0,38 %  |         |
| Total | Total                      | Total             | 52     | 52     | -       | 432 083 | 100 %   |         |

* N'a pas présenté de candidats lors de l'élection précédente.

## Source
- (en) Elections Statistics — Elections Nova Scotia